# The First Circus
The First Circus er en amerikansk animationsfilm fra 1921 af Tony Sarg.